# Campeonato Nacional de Interligas
El Campeonato Nacional de Interligas es el máximo evento a nivel de selecciones de fútbol de cada una de las ligas o federaciones del interior de Paraguay. En el mismo están representados todos los departamentos, a excepción de la capital del país, Asunción. Es organizado por la Unión del Fútbol del Interior, por encima de la Interligas está la  División Intermedia y después la Primera División.

## Ediciones del campeonato

### Copa San Isidro de Curuguaty (1927-2010)
Su primera edición fue en 1927, año de fundación de la UFI. Cada dos temporadas se hacía este campeonato  y el campeón clasificaba a la Copa San Isidro de Curuguaty, en donde se enfrentaba al campeón uruguayo de la Copa Nacional de Selecciones del Interior.

### Preintermedia (2008-2010)
Denominado también el Campeonato "Mini-Interligas", fue creado en el 2008 con el objetivo de insertar a los equipos del interior afiliados a U.F.I. en los torneos organizados por la Asociación Paraguaya de Fútbol. Desde el año 2008 se disputaba anualmente un torneo clasificatorio de selecciones, cuyo ganador obtenía el derecho a competir en el campeonato de la División Intermedia de la siguiente temporada, como un equipo fundado por la liga ganadora. 
Esta edición fue disputada hasta el año 2011, cuando ambas ediciones del campeonato (ésta y la edición general) se "unieron" para dar al campeón la clasificación a la Copa San Isidro de Curuguaty y también de participar en la División Intermedia (los dos en uno).
Los clasificados a la etapa inter-departamental del torneo de clasificación por la Copa San Isidro de Curuguaty, clasifican también a este torneo.
El último campeón de este torneo fue la Liga Carapegüeña de Fútbol de Carapeguá, quien fue representado con el equipo de Sportivo Carapeguá, en la División Intermedia en la temporada 2011.

### Edición actual  (2011-presente)
Desde la temporada 2012, aparte de representar al Paraguay en la Copa San Isidro de Curuguaty ante el campeón uruguayo de la Copa Nacional de Selecciones del Interior, el campeón del interligas también obtendrá el derecho de participar de la División Intermedia (segunda división), en la temporada siguiente.
La Liga Social Cultural y Deportiva Liberación se consagró campeón del Campeonato Nacional de Interligas 2013/14, obteniendo así el derecho a participar en la División Intermedia de la temporada 2015. Y pasó a jugar en esa categoría como Deportivo Liberación.
En la temporada 2015/16 se consagró campeón la selección de la Liga Guaireña de Fútbol derrotando en las finales a la selección de la Liga Atyreña de Deportes, de esta forma la Liga Guaireña de Fútbol obtuvo su quinto título del Interligas y también logró el derecho a participar en la División Intermedia (segunda división de la A.P.F.) en la temporada 2017, para lo cual se refundó como Guaireña Fútbol Club.

## Lista de Campeones[6]

### Formato Tradicional (1927-2010)
| Edición | Temporada | Selección                                    |
| ------- | --------- | -------------------------------------------- |
| 1.ª     | 1927      | Liga Ypacaraiense de Fútbol                  |
| 2.ª     | 1936/37   | Liga Regional de Fútbol Paraguarí            |
| 3.ª     | 1938      | Liga Guaireña de Fútbol                      |
| 4.ª     | 1949      | Liga Central de Deportes                     |
| 5.ª     | 1950      | Liga Guaireña de Fútbol                      |
| 6.ª     | 1951      | Liga Central de Deportes                     |
| 7.ª     | 1952      | Liga Central de Deportes                     |
| 8.ª     | 1953      | Liga Ypacaraiense de Fútbol                  |
| 9.ª     | 1954      | Liga Guaireña de Fútbol                      |
| 10.ª    | 1955      | Liga Central de Deportes                     |
| 11.ª    | 1957      | Liga Villetana de Fútbol                     |
| 12.ª    | 1959      | Liga Central de Deportes                     |
| 13.ª    | 1961/62   | Liga Ypacaraiense de Fútbol                  |
| 14.ª    | 1963/64   | Liga Ovetense de Fútbol                      |
| 15.ª    | 1965/66   | Liga Ovetense de Fútbol                      |
| 16.ª    | 1967/68   | Liga Concepcionera de Fútbol                 |
| 17.ª    | 1969/70   | Liga Concepcionera de Fútbol                 |
| 18.ª    | 1971/72   | Liga Central de Deportes                     |
| 19.ª    | 1973/74   | Liga Carapegüeña de Fútbol                   |
| 20.ª    | 1975/76   | Liga Deportiva Paranaense                    |
| 21.ª    | 1977/78   | Federación Deportiva Misionera - San Ignacio |
| 22.ª    | 1979/80   | Federación Deportiva Misionera - San Ignacio |
| 23.ª    | 1981/82   | Liga Guaireña de Fútbol                      |
| 24.ª    | 1983/84   | Liga Sampedrana de Fútbol                    |
| 25.ª    | 1985/86   | Liga Santaniana de Fútbol                    |
| 26.ª    | 1987/88   | Liga Deportiva Paranaense                    |
| 27.ª    | 1989/90   | Liga Ypacaraiense de Fútbol                  |
| 28.ª    | 1991/92   | Liga Regional del Sud de Fútbol              |
| 29.ª    | 1993/94   | Liga Caaguaceña de Fútbol                    |
| 30.ª    | 1995/96   | Liga Deportiva Paranaense                    |
| 31.ª    | 1997/98   | Liga Itaugüeña de Fútbol                     |
| 32.ª    | 1999/00   | Liga Carapegüeña de Fútbol                   |
| 33.ª    | 2001/02   | Federación Limpeña de Fútbol                 |
| 34.ª    | 2003/04   | Liga Sanjosiana de Deportes                  |
| 35.ª    | 2005/06   | Liga Pirayuense de Deportes                  |
| 36.ª    | 2007/08   | Liga Caaguaceña de Fútbol                    |
| 37ª     | 2009/10   | Liga Caacupeña de Deportes                   |

### Formato Pre-Intermedia (2008-2010)
| Edición | Temporada | Selección                  |
| ------- | --------- | -------------------------- |
| 1 mini  | 2008/09   | Liga Santaniana de Fútbol  |
| 2 mini  | 2009/10   | Liga Carapegüeña de Fútbol |

### Formato actual (2011-presente)
El campeón asciende a la División Intermedia como un equipo fundado por la liga ganadora, además jugará por la Copa San Isidro de Curuguaty ante el campeón uruguayo de la Copa Nacional de Selecciones del Interior. El subcampeón (si tiene su sede a más de 50 km de la capital) podrá jugar en la Primera División Nacional B al año siguiente.
| Edición | Temporada | Campeón                                     | Subcampeón                    |
| ------- | --------- | ------------------------------------------- | ----------------------------- |
| 38.ª    | 2011/12   | Liga Deportiva Paranaense                   | Liga Ovetense de Fútbol       |
| 39.ª    | 2013/14   | Liga Social Cultural y Deportiva Liberación | Liga Itaugüeña de Fútbol      |
| 40.ª    | 2015/16   | Liga Guaireña de Fútbol                     | Liga Atyreña de Deportes      |
| 41.ª    | 2017/18   | Liga Atyreña de Deportes                    | Liga Pilarense de Fútbol      |
| 42ª     | 2019/20   | Liga Deportiva de Pastoreo                  | Liga Hernandariense de Fútbol |
| 43.ª    | 2022/23   | Liga Encarnacena de Fútbol                  | Liga Horqueteña de Futbol     |
| 44.ª    | 2024/25   | Liga Regional de Fútbol Paraguarí           | Liga Sanjosiana de Deportes   |
| 45.ª    | 2026/27   |                                             |                               |

## Palmarés
General (1927-2023)
| Selección                                   | N.º de títulos | Años de campeonato                    |
| ------------------------------------------- | -------------- | ------------------------------------- |
| Liga Central de Deportes                    | 6              | 1949, 1951, 1952, 1955, 1959, 1971-72 |
| Liga Guaireña de Fútbol                     | 5              | 1938, 1950, 1954, 1981-82, 2015-16    |
| Liga Deportiva Paranaense                   | 4              | 1975-76, 1987-88, 1995-96, 2011-12    |
| Liga Ypacaraiense de Fútbol                 | 4              | 1927, 1953, 1961-62, 1989-90          |
| Liga Carapegüeña de Fútbol                  | 3              | 1973-74, 1999-00, 2009-10             |
| Liga Ovetense de Fútbol                     | 2              | 1963-64, 1965,1966                    |
| Liga Concepcionera de Fútbol                | 2              | 1967-68, 1969-70                      |
| Fed. Dep. Misionera San Ignacio             | 2              | 1977-78, 1979-80                      |
| Liga Caaguaceña de Fútbol                   | 2              | 1993-94, 2007-08                      |
| Liga Santaniana de Fútbol                   | 2              | 1985-86, 2008-09                      |
| Liga Regional de Paraguarí                  | 2              | 1936-37, 2024-25                      |
| Liga Villetana de Fútbol                    | 1              | 1957                                  |
| Liga Sampedrana de Fútbol                   | 1              | 1983-84                               |
| Liga Regional del Sud de Fútbol             | 1              | 1991-92                               |
| Federación Limpeña de Fútbol                | 1              | 2001-02                               |
| Liga Itaugüeña de Fútbol                    | 1              | 1997-98                               |
| Liga Sanjosiana de Deportes                 | 1              | 2003-04                               |
| Liga Pirayuense de Deportes                 | 1              | 2005-06                               |
| Liga Caacupeña de Deportes                  | 1              | 2009-10                               |
| Liga Social Cultural y Deportiva Liberación | 1              | 2013-14                               |
| Liga Atyreña de Deportes                    | 1              | 2017-18                               |
| Liga Deportiva de Pastoreo                  | 1              | 2019-20                               |
| Liga Encarnacena de Fútbol                  | 1              | 2022-23                               |